# Porte-bébé sur planche

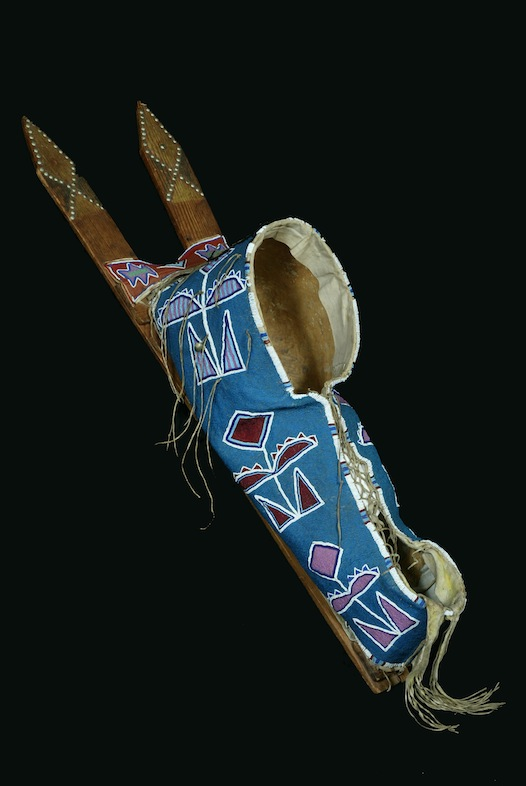
Porte-bébé sur planche kiowa. Musée des enfants d'Indianapolis

Un porte-bébé sur planche (anglais : cradleboard, cheyenne : pâhoešestôtse, same du Nord : gietkka, same skolt : ǩiõtkâm, same d’Inari : kietkâm, same de Pite : gietkam) sont des porte-bébés protecteurs traditionnels utilisés par de nombreuses cultures autochtones en Amérique du Nord et dans le nord de la Scandinavie chez les Samis. Il en existe une grande variété, qui reflètent diverses pratiques artisanales. Certaines communautés indigènes d'Amérique du Nord utilisent encore les berceaux.

## Structure

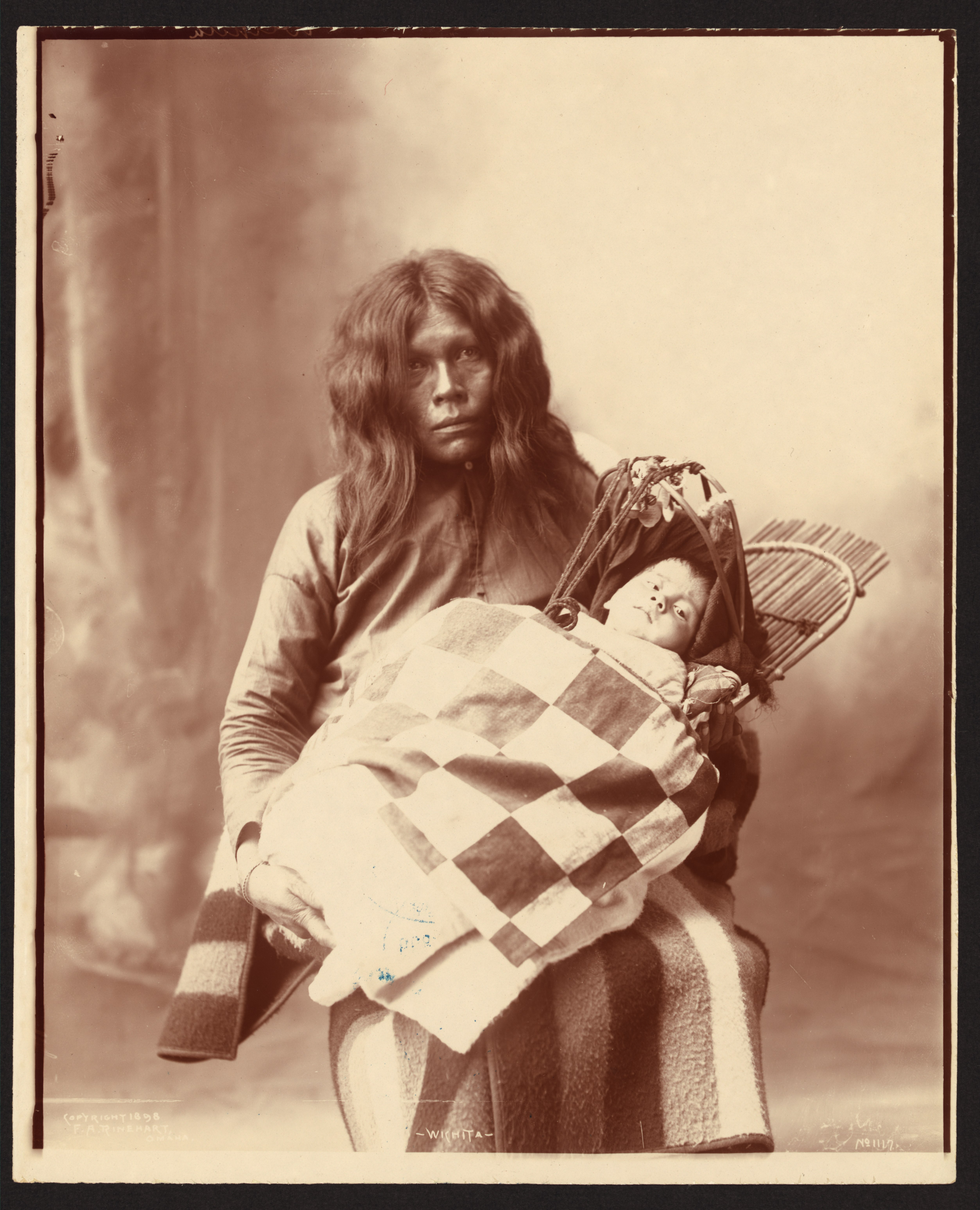
Wichitas, 1899. Photo de Frank Rinehart.

Les berceaux sont utilisés pendant les premiers mois de la vie d'un enfant, lorsqu'un porte-bébé portable est nécessaire. Certains berceaux sont tissés, comme ceux des Apaches. Les berceaux tissés sont faits de fibres de saule, de cornouiller, de tule (en) ou de quenouille. Les Iroquois et les Penobscots fabriquent des berceaux en bois. Les berceaux navajos sont fabriqués avec un cadre en pin ponderosa et des lacets en peau de daim passés dans le cadre.
Quels que soient les matériaux utilisés pour fabriquer les berceaux, ils partagent certains éléments structurels. Les berceaux sont construits avec un cadre large et ferme qui protège la colonne vertébrale du bébé. Un Repose-pied est incorporé dans la partie inférieure du berceau, ainsi qu'une couverture arrondie au-dessus de la tête de l'enfant, qui s'étend vers l'extérieur du berceau, comme un auvent ou une capote de voiture d'enfant moderne. Le but de cette coiffe est de fournir de l'ombre au nourrisson, puisqu'elle pouvait être recouverte d'une peau d'animal ou d'une couverture en hiver pour le protéger des éléments dans les climats plus froids. La coiffe offre également une protection supplémentaire de la tête en cas de choc contre le berceau. Des ornements et des amulettes sacrées sont souvent attachés à la coiffe, par exemple "des étuis de cordon ombilical en perles, des capteurs de rêves ou des roues de médecine", pour amuser et aider le nourrisson à développer sa vue.
L'intérieur du berceau est rembourré d'une doublure en fibres végétales fraîches, comme de la mousse de sphaigne, du duvet de quenouille, ou de l'écorce de genévrier ou de Purshia. La doublure sert de couche jetable, bien que les Navajos puissent nettoyer et réutiliser la doublure faite d'écorce de genévrier ou de Purshia. Ces fibres végétales ont des propriétés antiseptiques et favorisent donc une peau saine chez le nourrisson. La tradition chippewa consistait à fabriquer une doublure pour le berceau, généralement à partir de mousse poussant dans les marais à canneberges, que l'on fumait sur un feu pour tuer les insectes, puis que l'on frottait et tirait pour l'adoucir. Par temps froid, les pieds de l'enfant peuvent être enveloppés dans une peau de lapin, la fourrure étant tournée vers l'intérieur. La doublure en mousse est entourée d'un plateau en écorce de bouleau placé dans le berceau, qui peut être retiré pour être nettoyé.

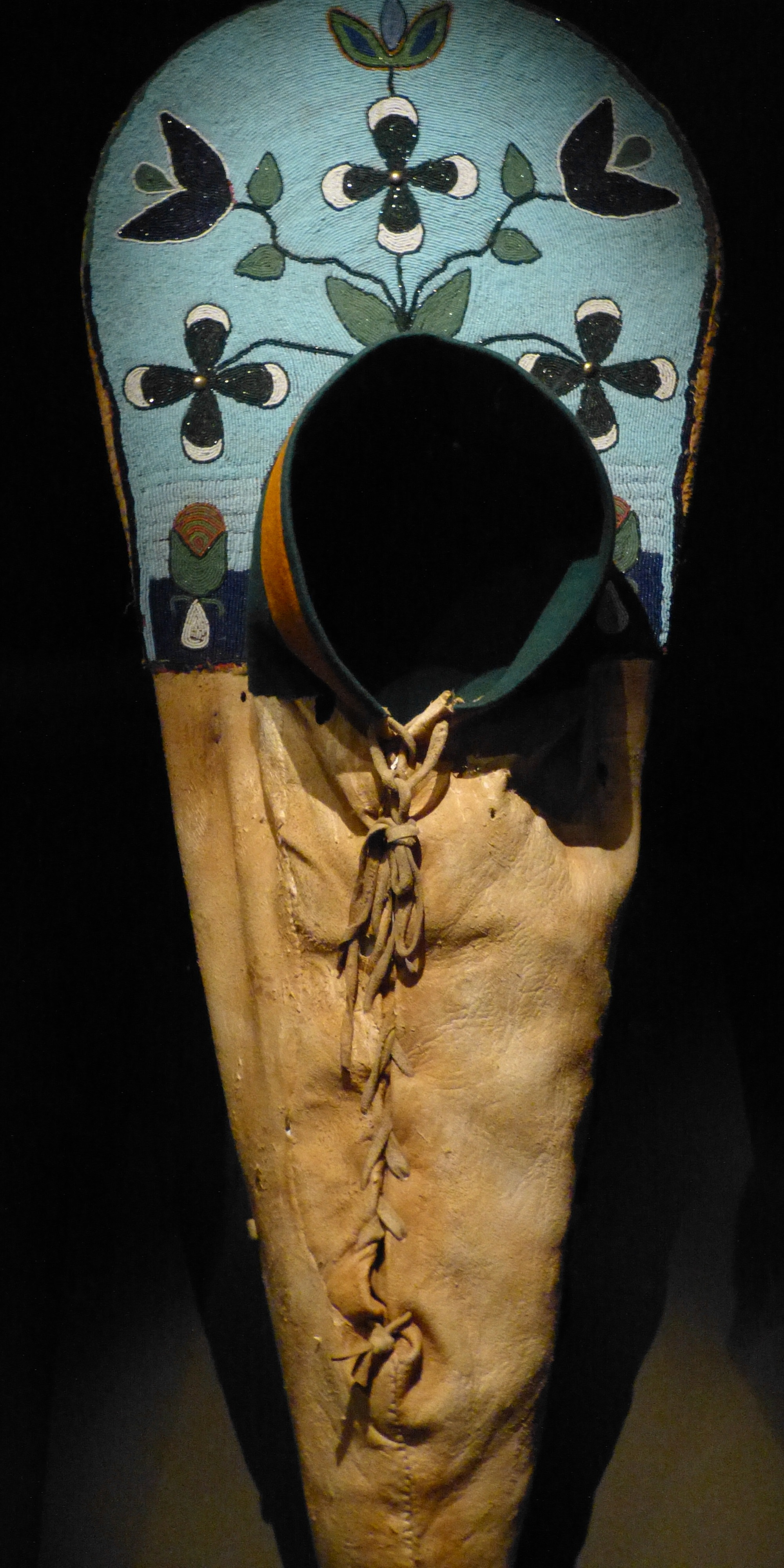
Porte-bébé des Nez-Percés
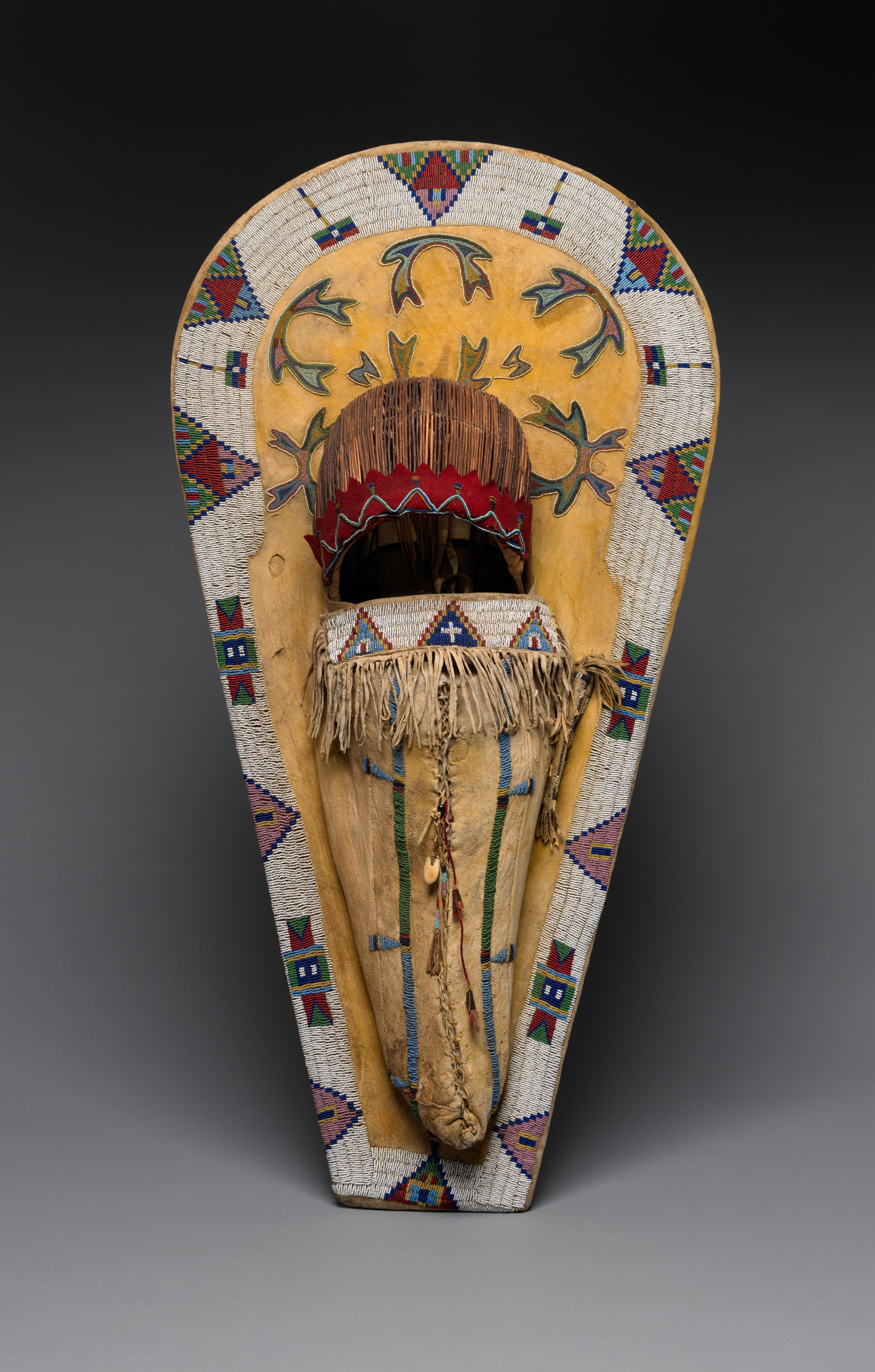
Porte-bébé conservé au Metropolitan Museum of Art
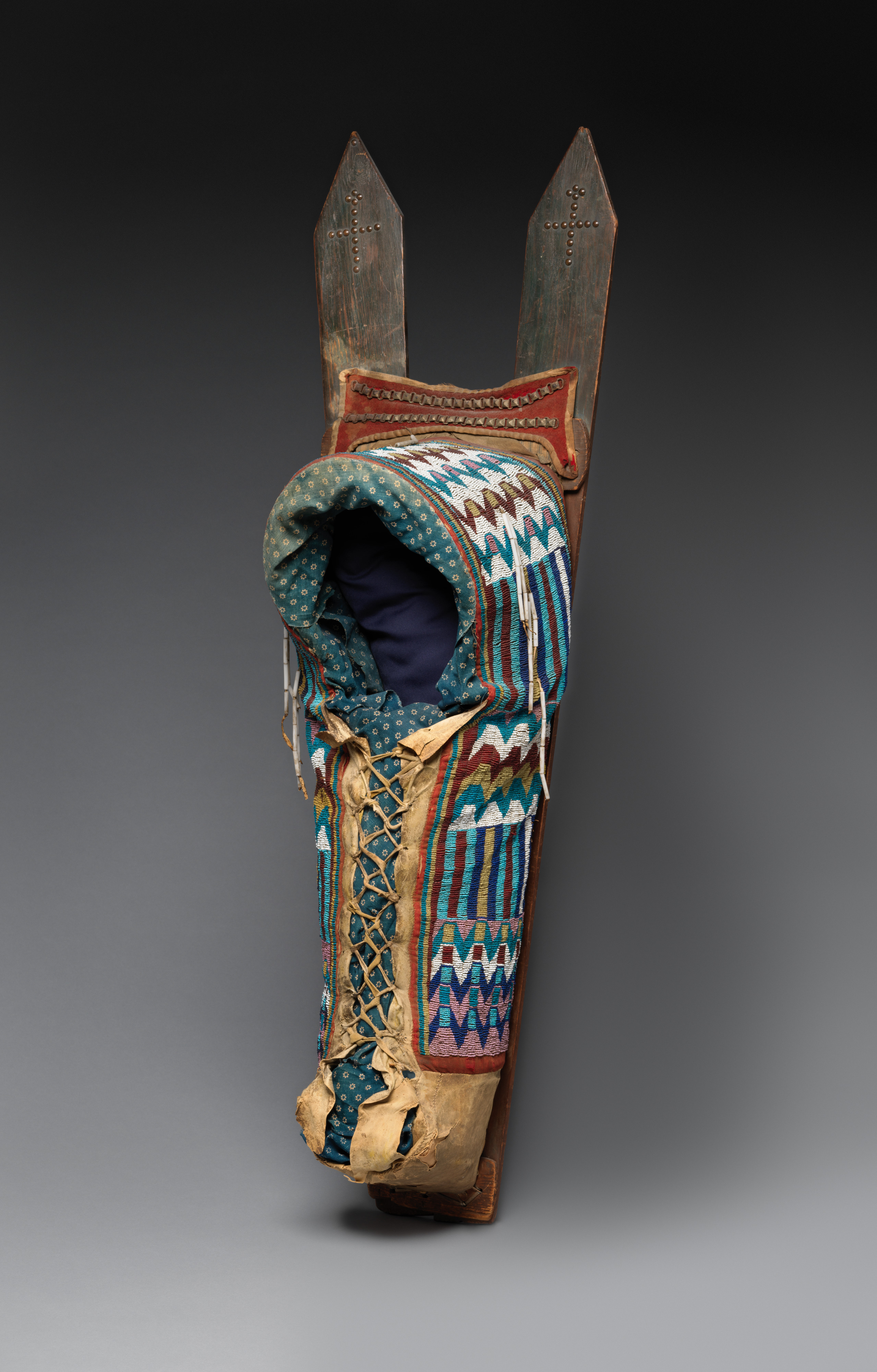
Porte-bébé conservé au Metropolitan Museum of Art
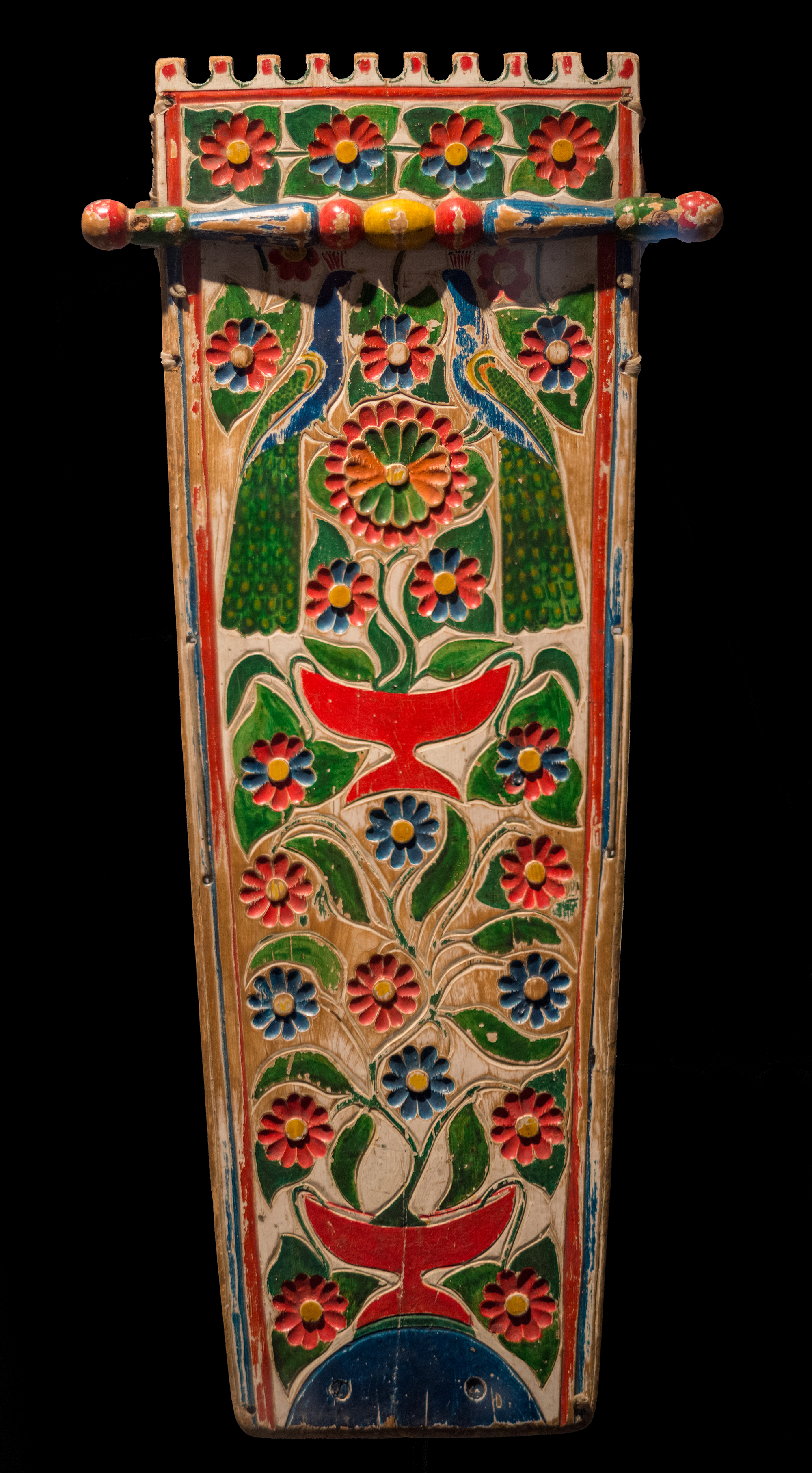
Porte-bébé iroquois
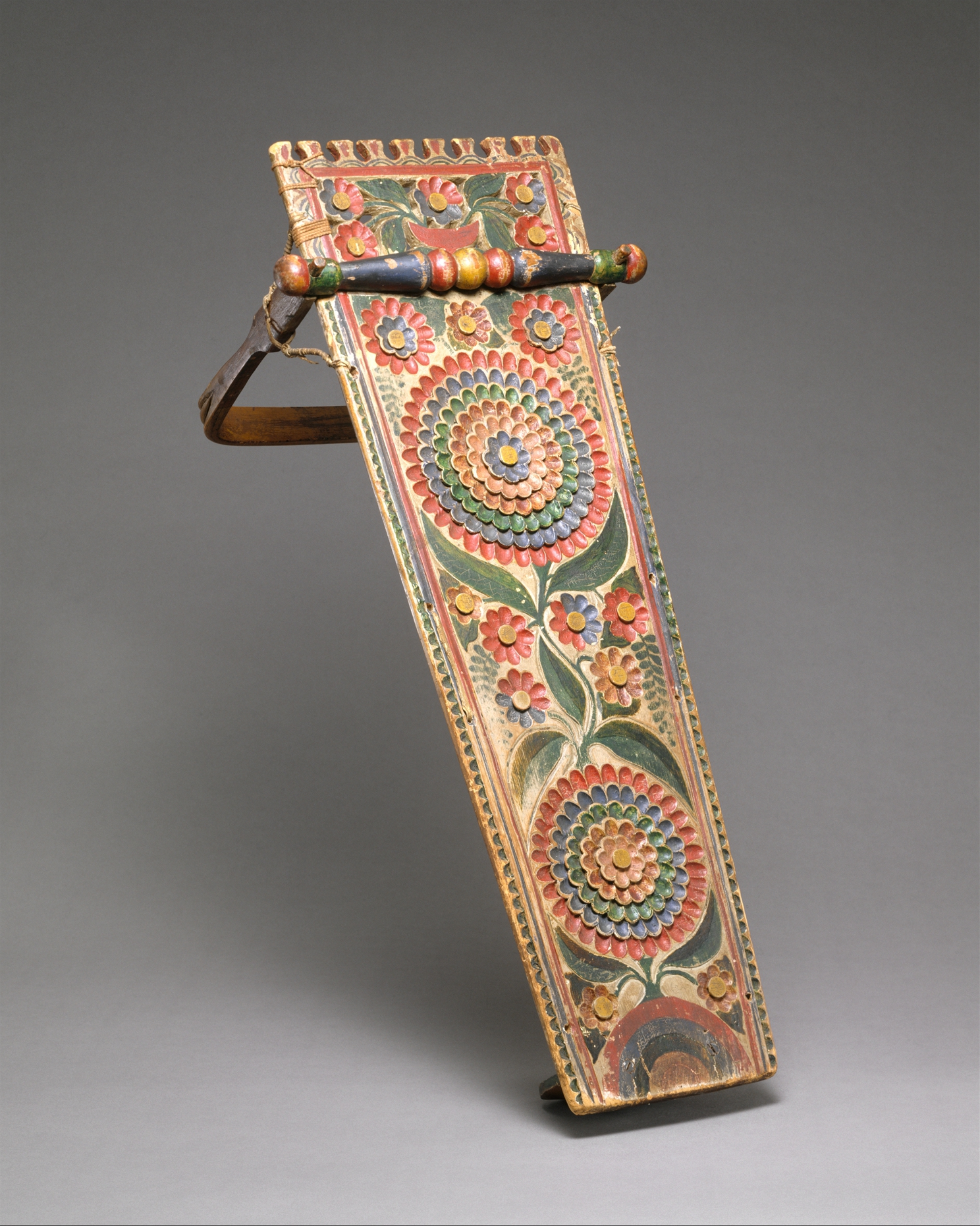
Porte-bébé des Mohawks
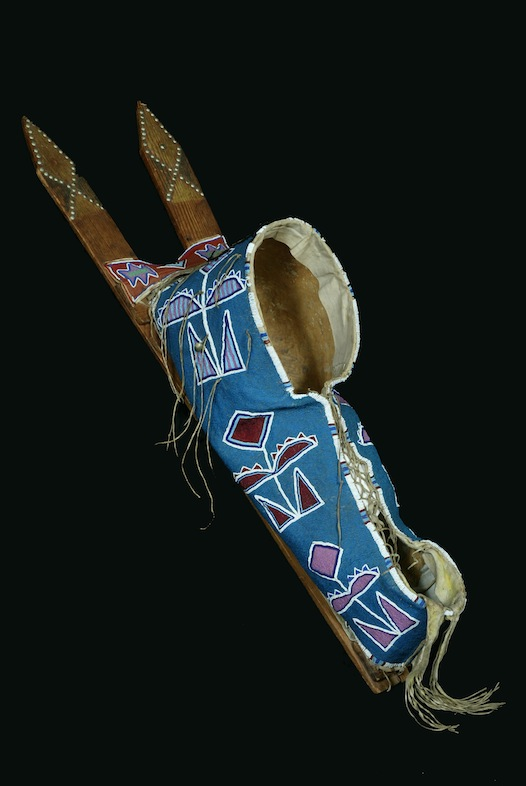
Porte-bébé kiowa
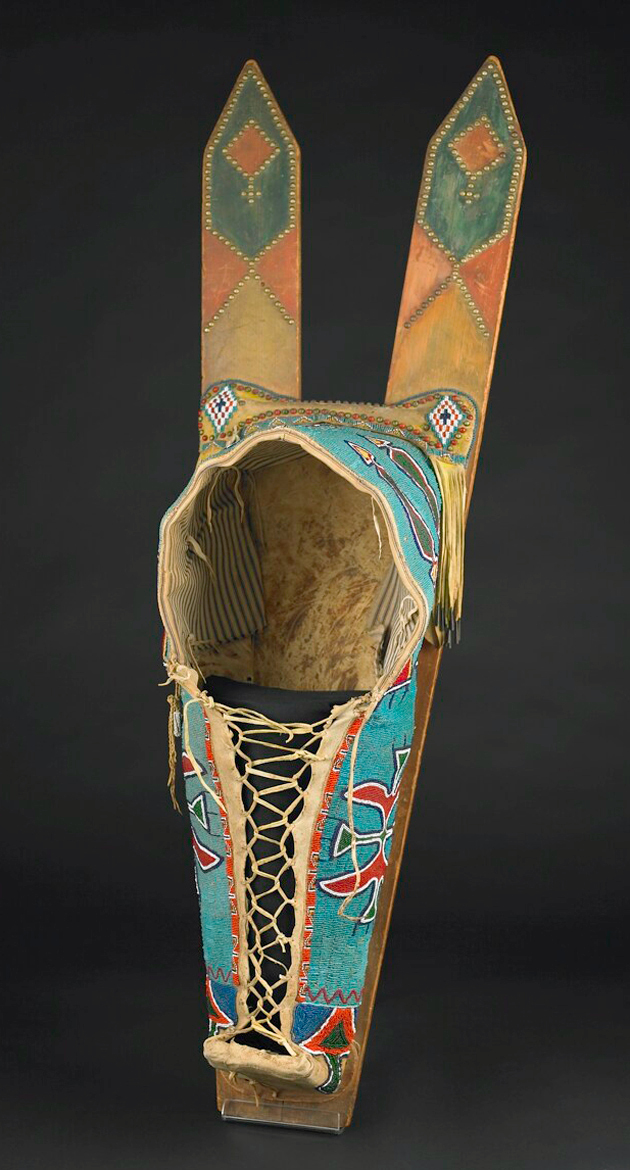
Porte-bébé kiowa ou comanche
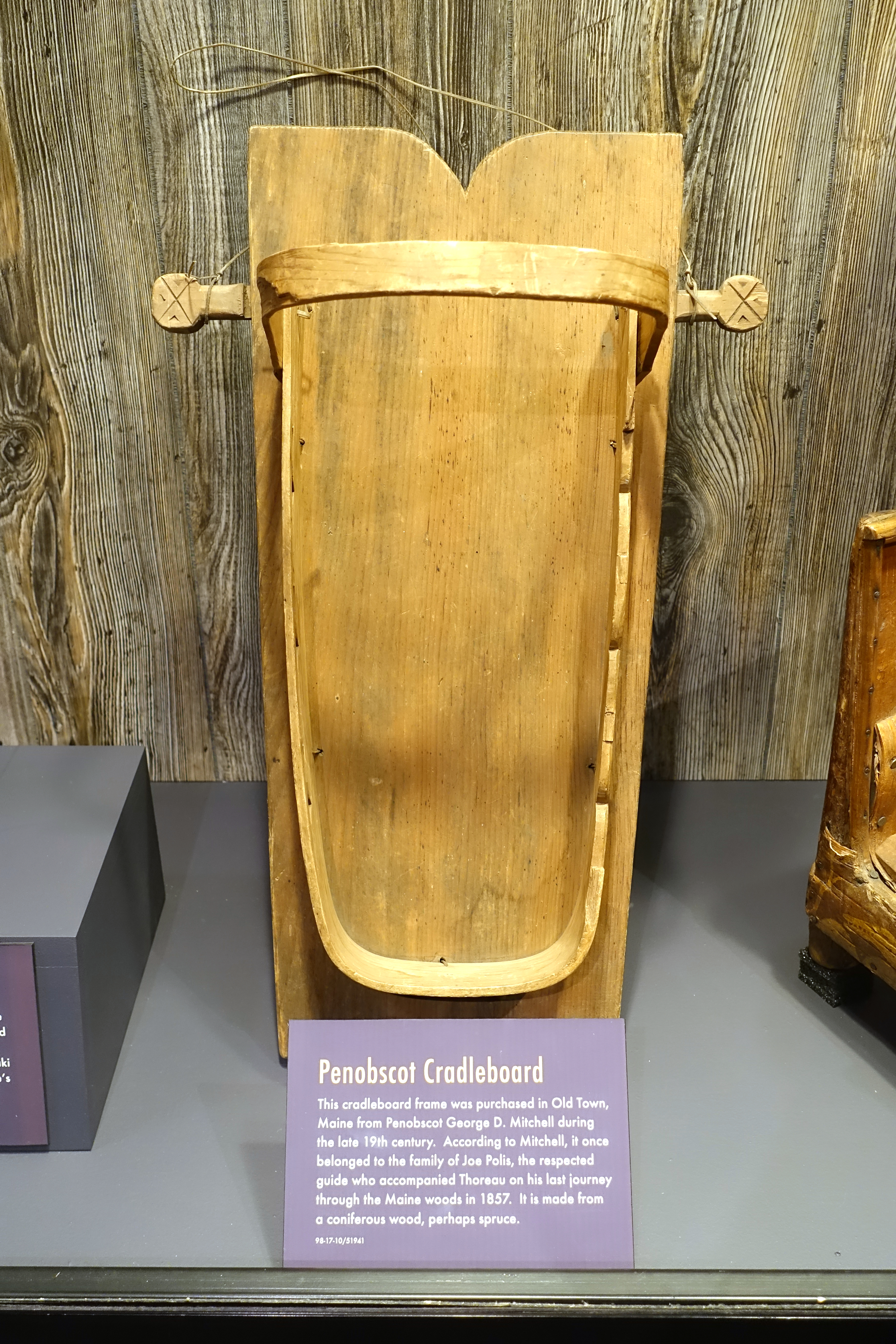
Porte-bébé des Penobscots

## Utilisation
Les berceaux sur planches ont été utilisés dans des cultures allant des régions subarctiques de l'actuel Canada jusqu'au Mexique et à l'Amérique centrale. Dans les régions arctiques, le froid ne permet pas d'utiliser un berceau pour la survie du nourrisson, et les nourrissons sont transportés dans une écharpe portée sous le parka de la mère. Les berceaux étaient largement utilisés par les peuples autochtones de l'Amérique du Nord actuelle. Ces porte-bébés sont utilisés par les Kickapous au Mexique et étaient utilisées par les Aztèques, le peuple seri et les communautés mayas jusqu'au Belize. En Amérique du Sud actuelle, la plupart des cultures indigènes utilisaient des écharpes ou des poches, parfois appelées rebozo, pour porter les nourrissons plutôt que des porte-bébés sur planche. Les berceaux étaient toutefois utilisés dans la partie la plus méridionale du continent, dans la région de la Patagonie.

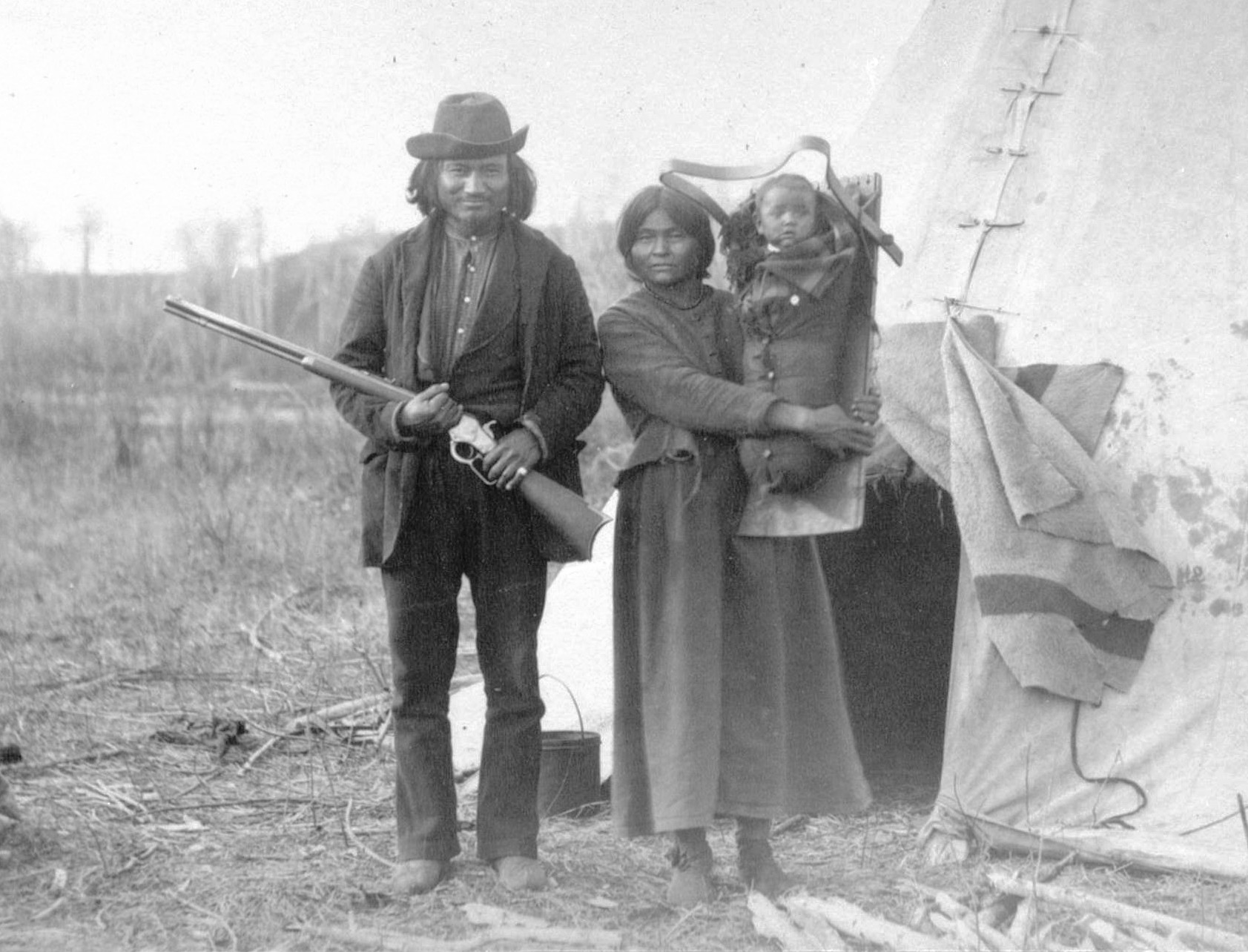
1886
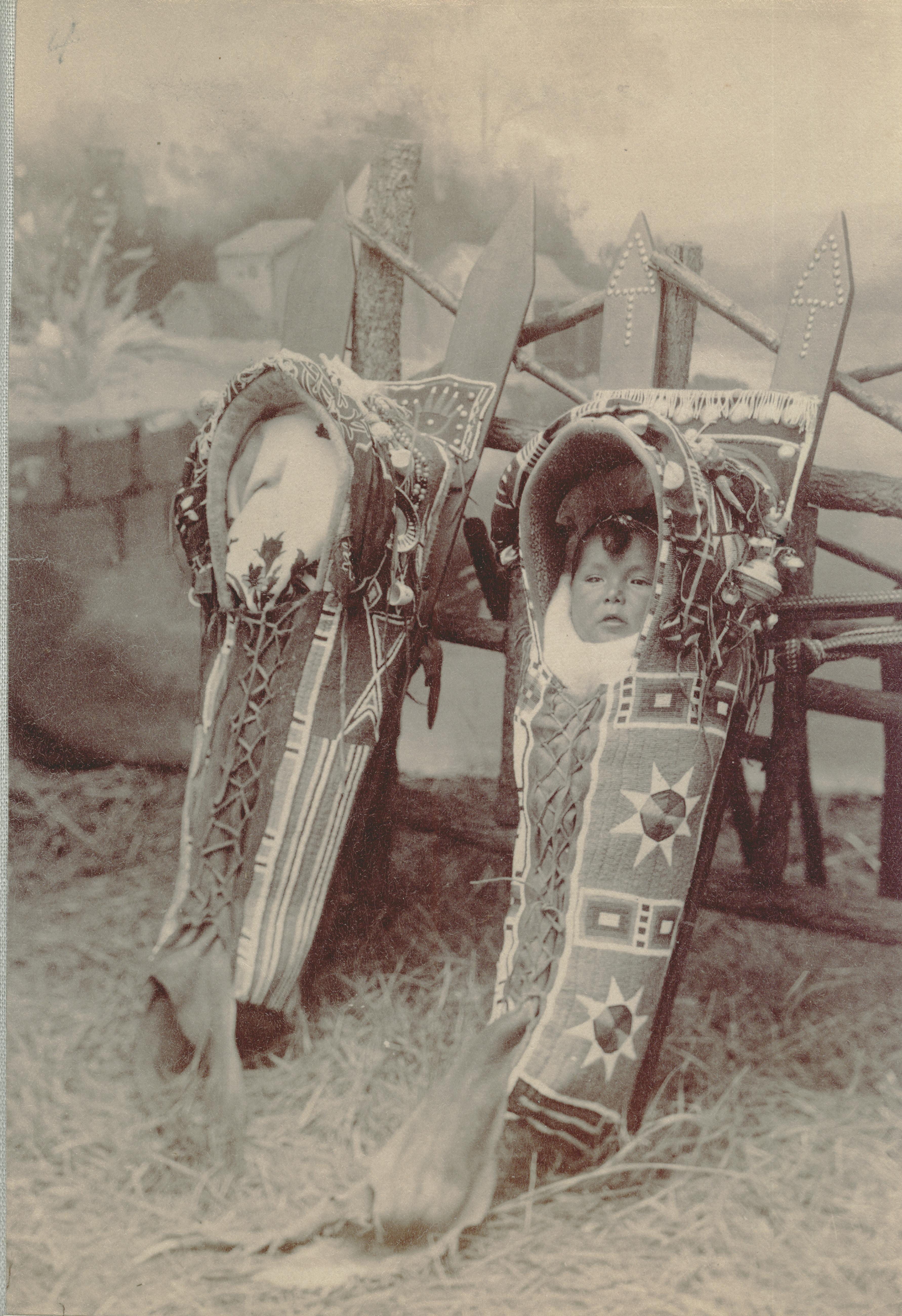
Enfant comanche, avant 1895
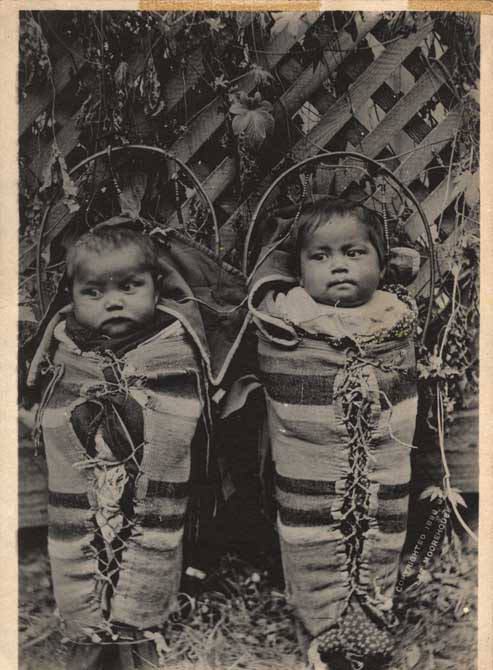
Enfants umatillas, 1898
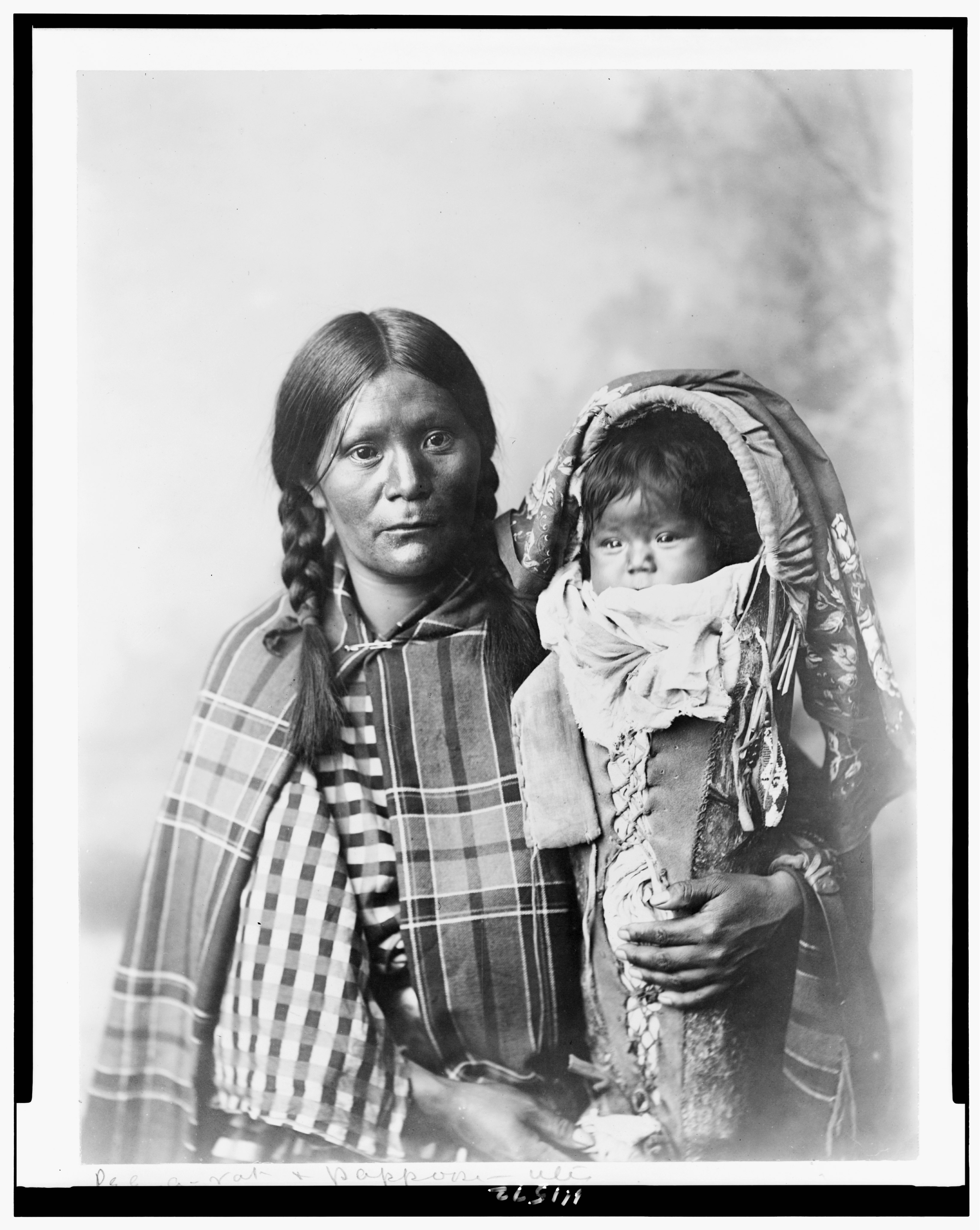
1899
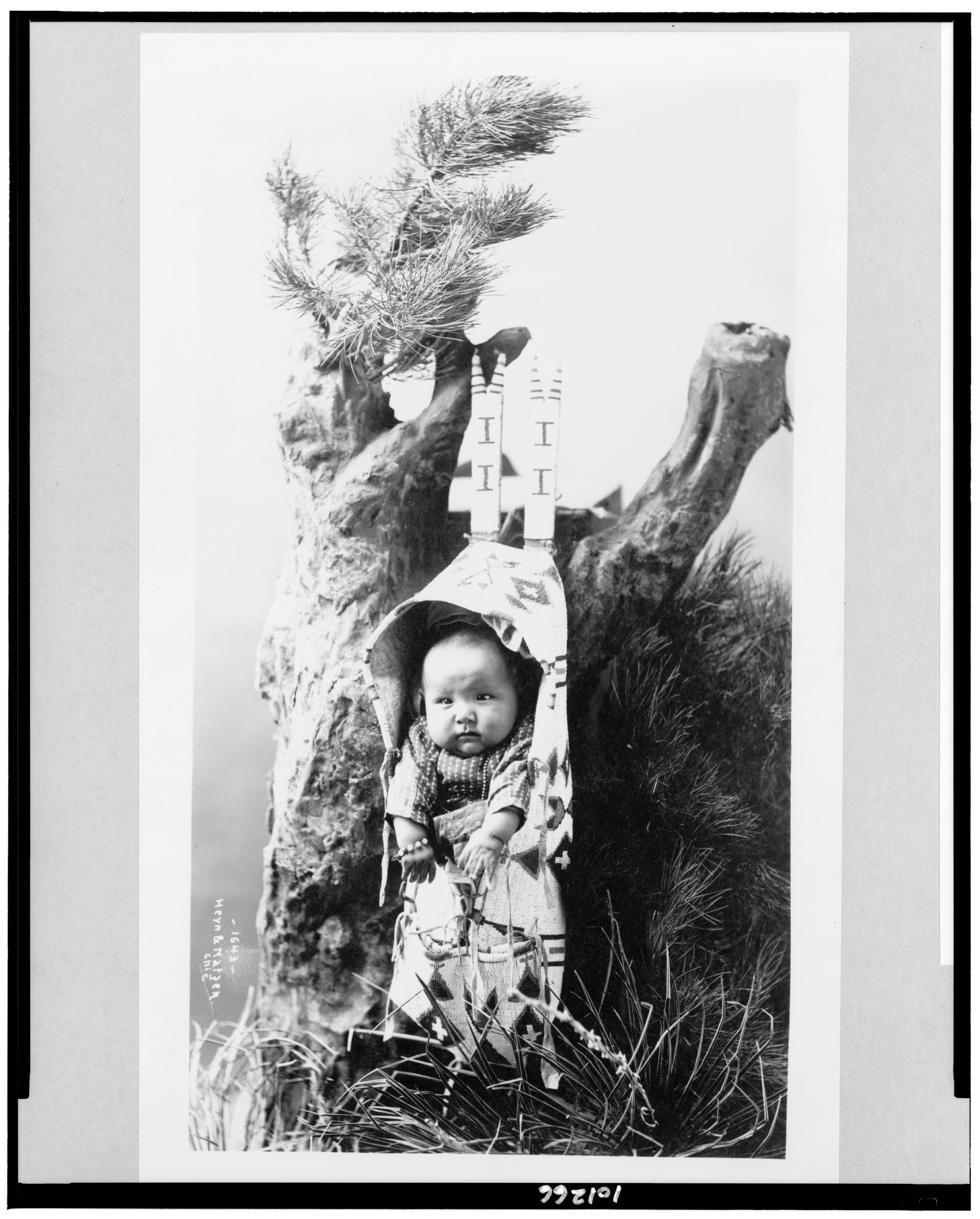
1900
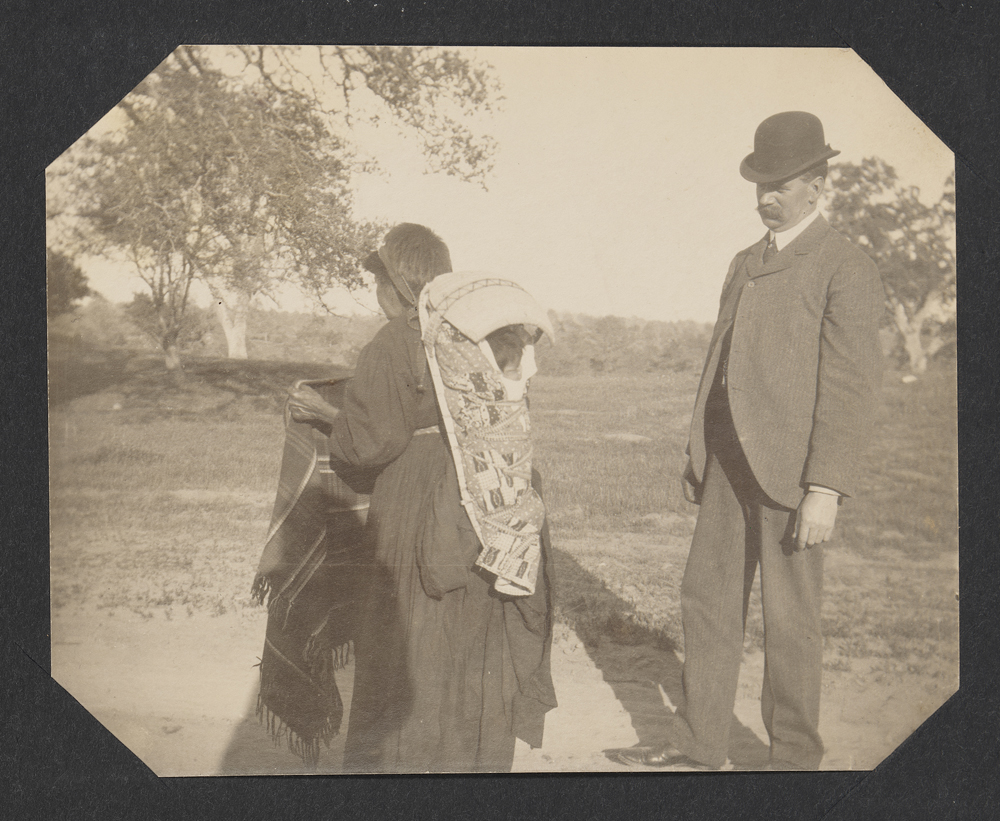
1902.
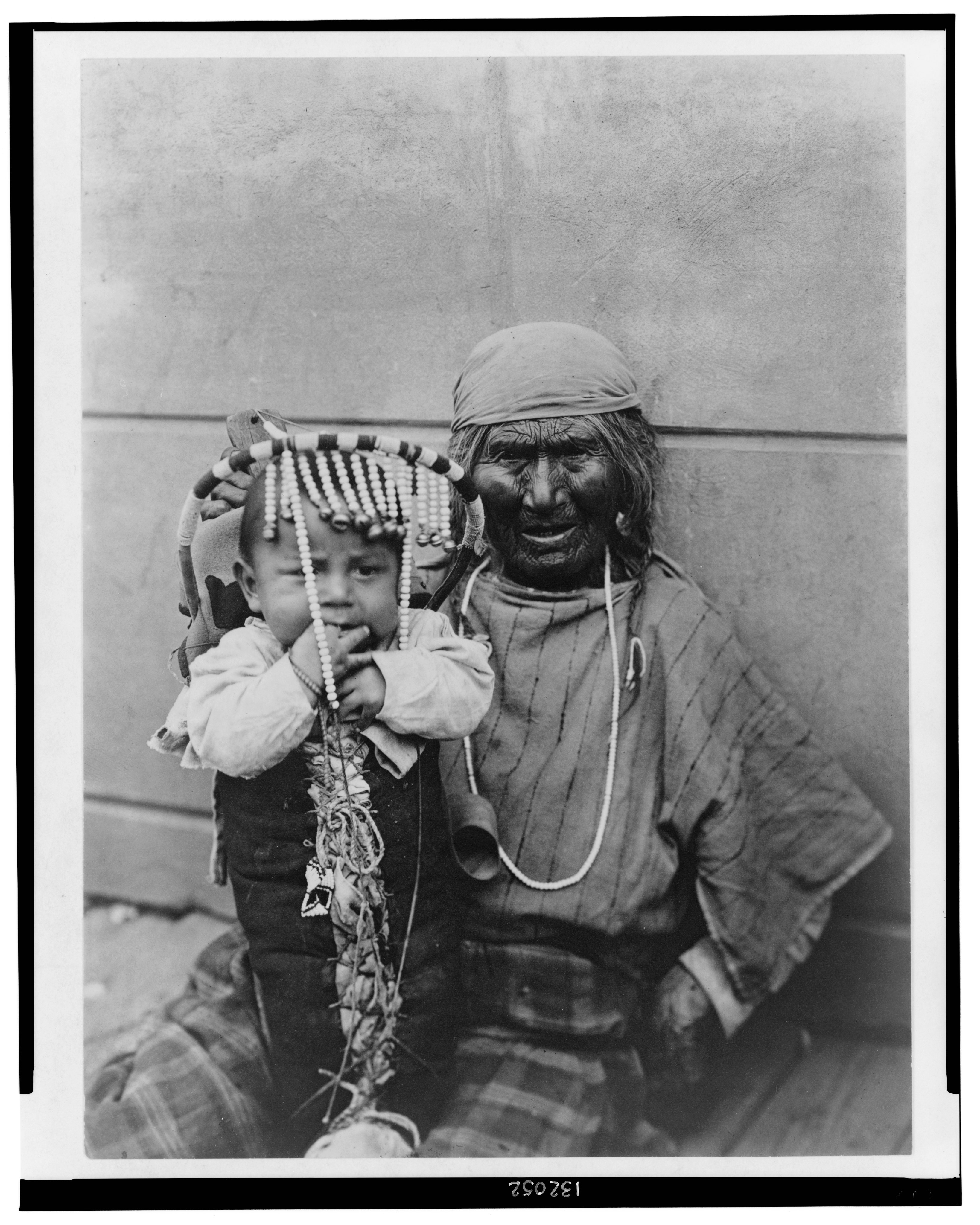
1902
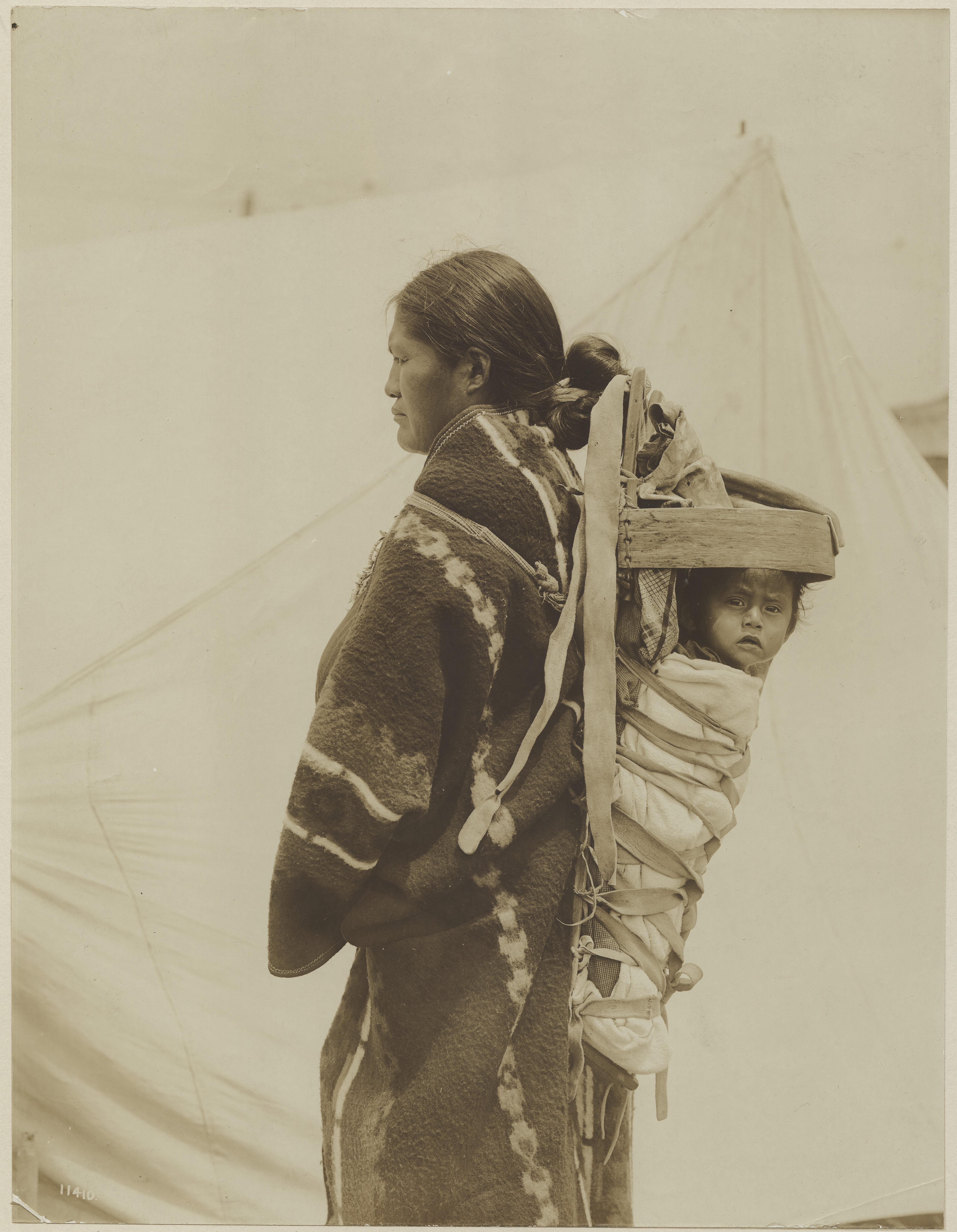
Navajo, 1904

Les porte-bébés sur planches étaient utilisés lorsque la mère du nourrisson devait voyager ou se déplacer pour son travail, et qu'elle avait besoin de protéger son enfant. Le berceau pouvait être porté sur le dos de la mère, en s'appuyant sur des "lignes de ventre" ou des "sangles de charge" qui s'enroulaient autour de son front, de sa poitrine ou de ses épaules ; si elle portait un sac en plus du berceau, la sangle du sac passait autour de sa poitrine et celle du berceau autour de son front. Le berceau pouvait également être posé contre un grand arbre ou un rocher si l'enfant était petit, ou suspendu à un poteau (comme à l'intérieur d'une longue maison iroquoise), ou même accroché à une solide branche d'arbre. Ils étaient également utilisés pour les longs voyages, car le berceau pouvait être attaché à un cheval pour le transport.
Dans le Sud-Ouest des États-Unis et le nord du Mexique, dans des cultures telles que celles des Hopis et des Apaches, les nourrissons passaient la majeure partie de leur journée et de leur nuit dans le berceau, dont ils étaient retirés pendant des périodes de plus en plus longues, jusqu'à cinq fois par jour. Lorsque le nourrisson atteint l'âge où il peut s'asseoir sans soutien, il était progressivement sevré de l'utilisation du berceau et y passe de moins en moins de temps. À ce moment-là, le nourrisson peut utiliser un deuxième berceau, plus grand, qui remplaçait le premier. Lorsque l'enfant avait un an et commençait à marcher, il n'utilisait généralement plus de le porte-bébé sur planche.
L'utilisation de ce type de berceau et son effet sur l'interaction mère-enfant ont été étudiés dans les communautés navajo. Il a été démontré que l'utilisation du berceau n'a pas d'effet négatif significatif sur le développement de l'enfant. Au cours des premiers mois de la petite enfance, les berceaux ont un effet apaisant sur les bébés. Après l'âge de 6 mois ou plus, les bébés commencent à résister plus vigoureusement au berceau car ils deviennent plus mobiles, et ils sont souvent placés dans le berceau avec les bras et les mains libres, afin qu'ils puissent jouer avec des objets suspendus au berceau pour leur amusement.

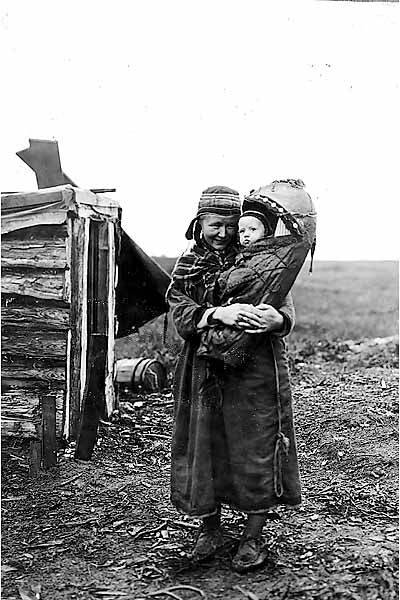
Samie, 1906
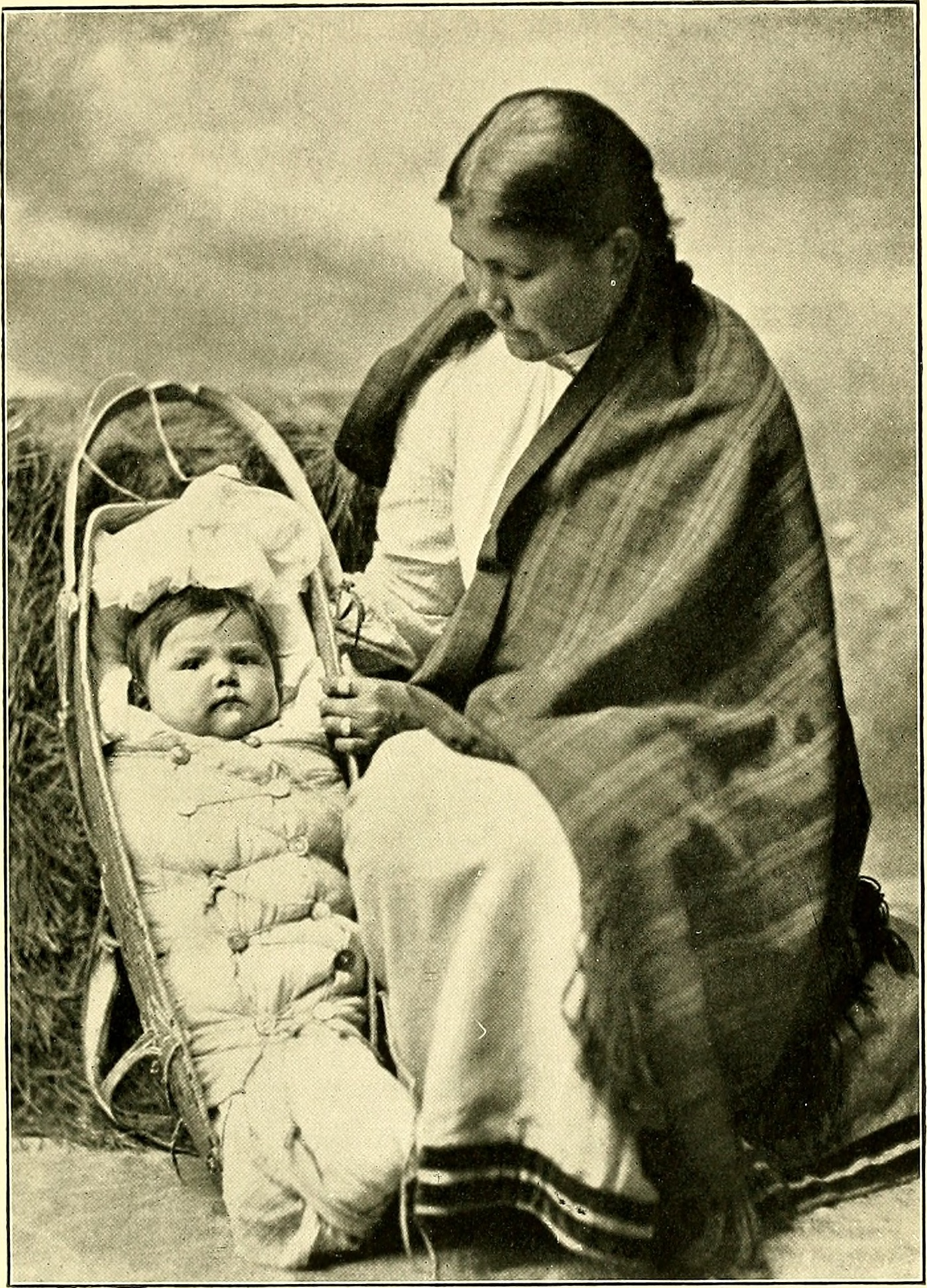
1907
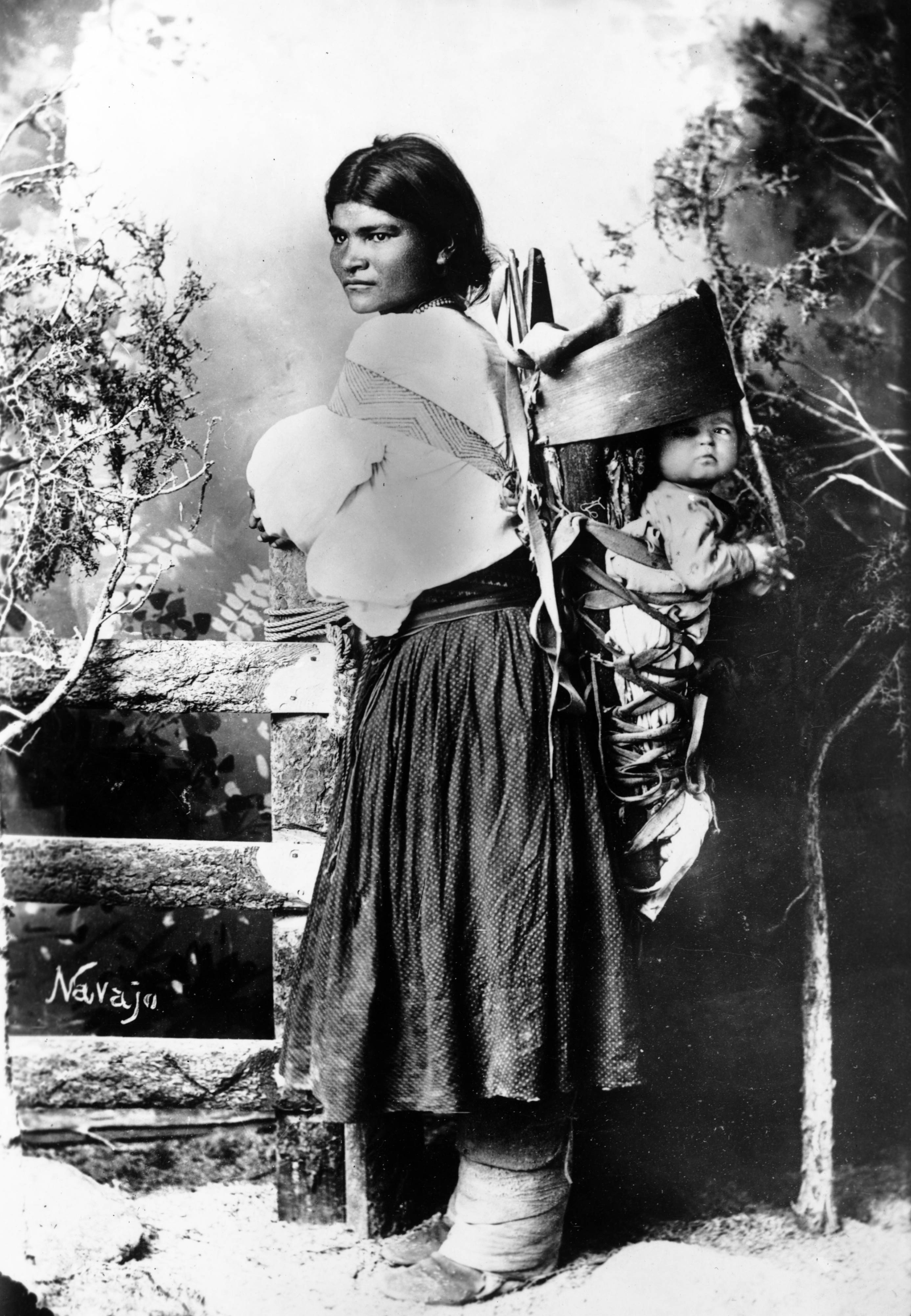
Navajos, entre 1880 et 1910
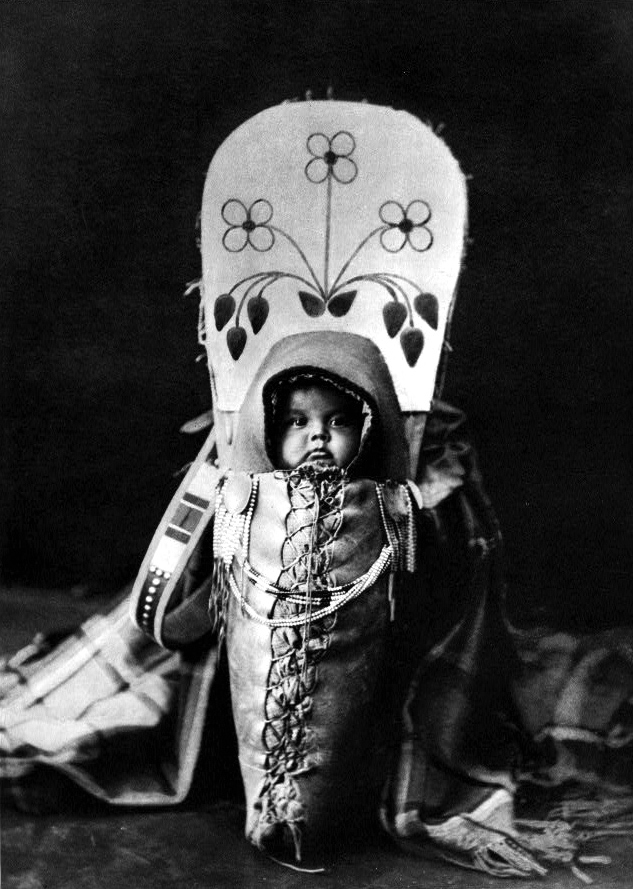
Enfant nez-percé, 1911
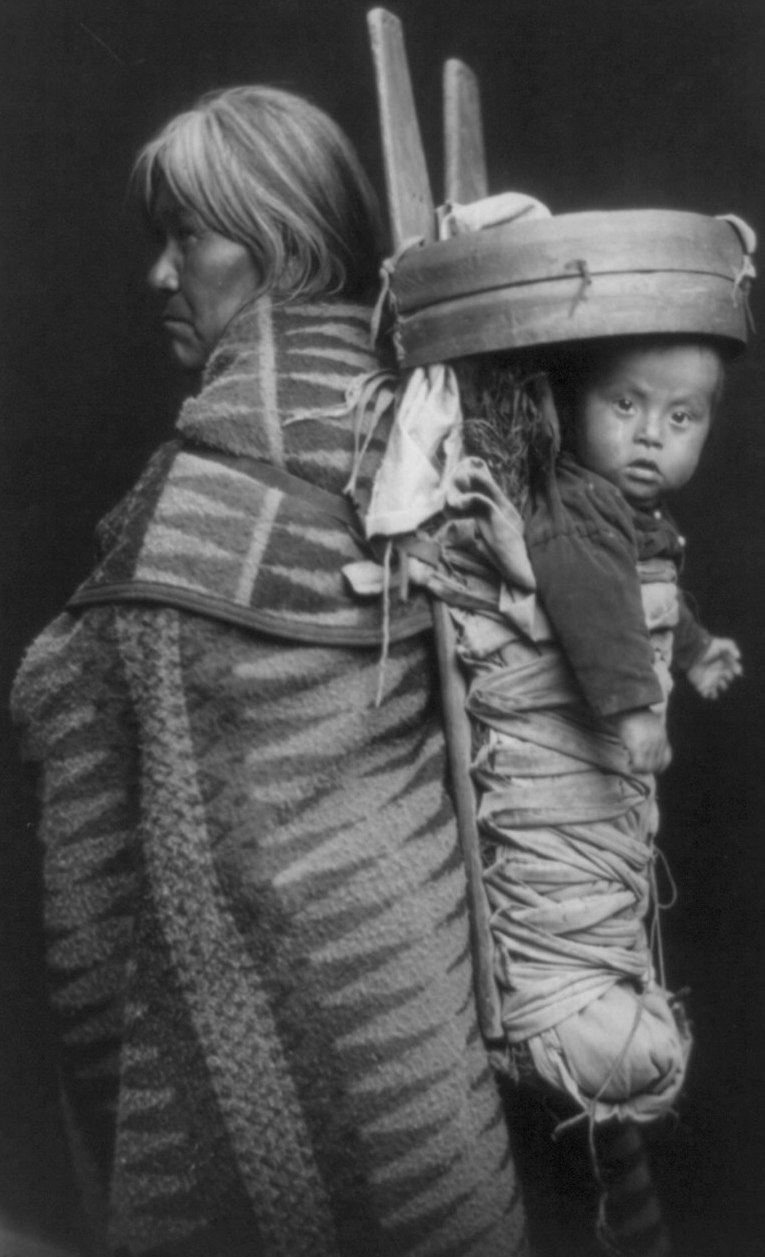
1914
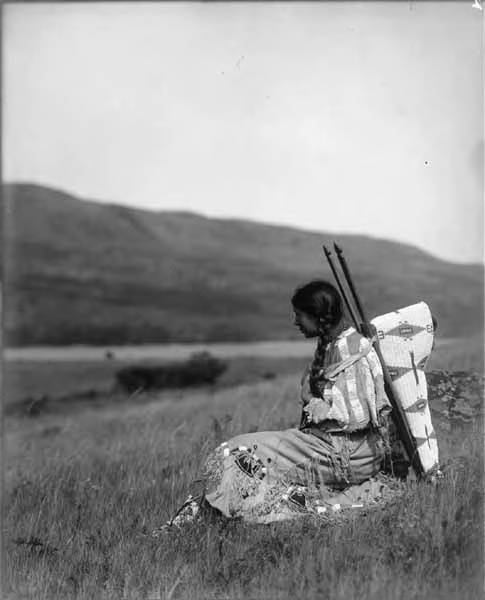
Pikuni, entre 1912 et 1915
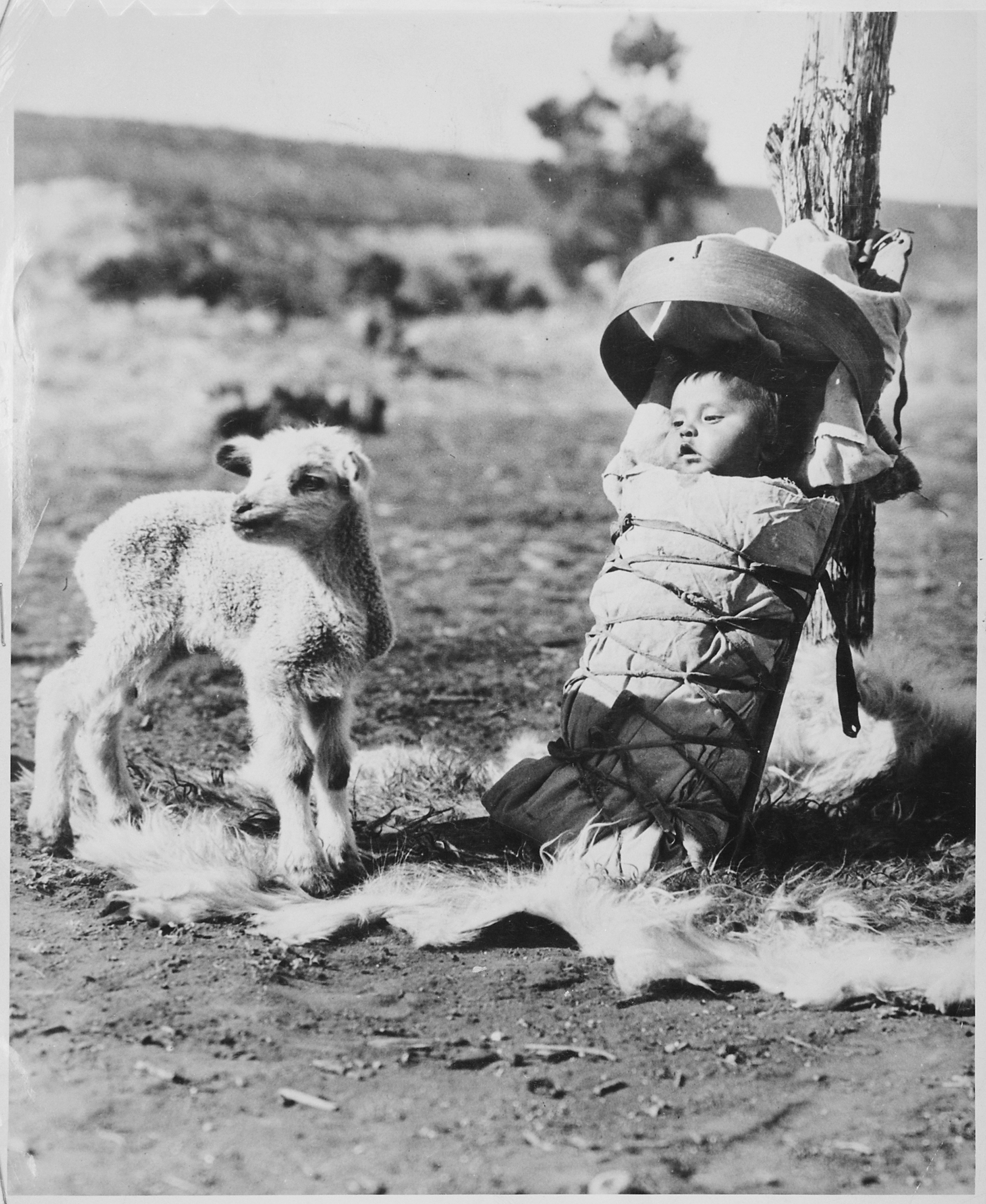
Enfant navajo, 1936
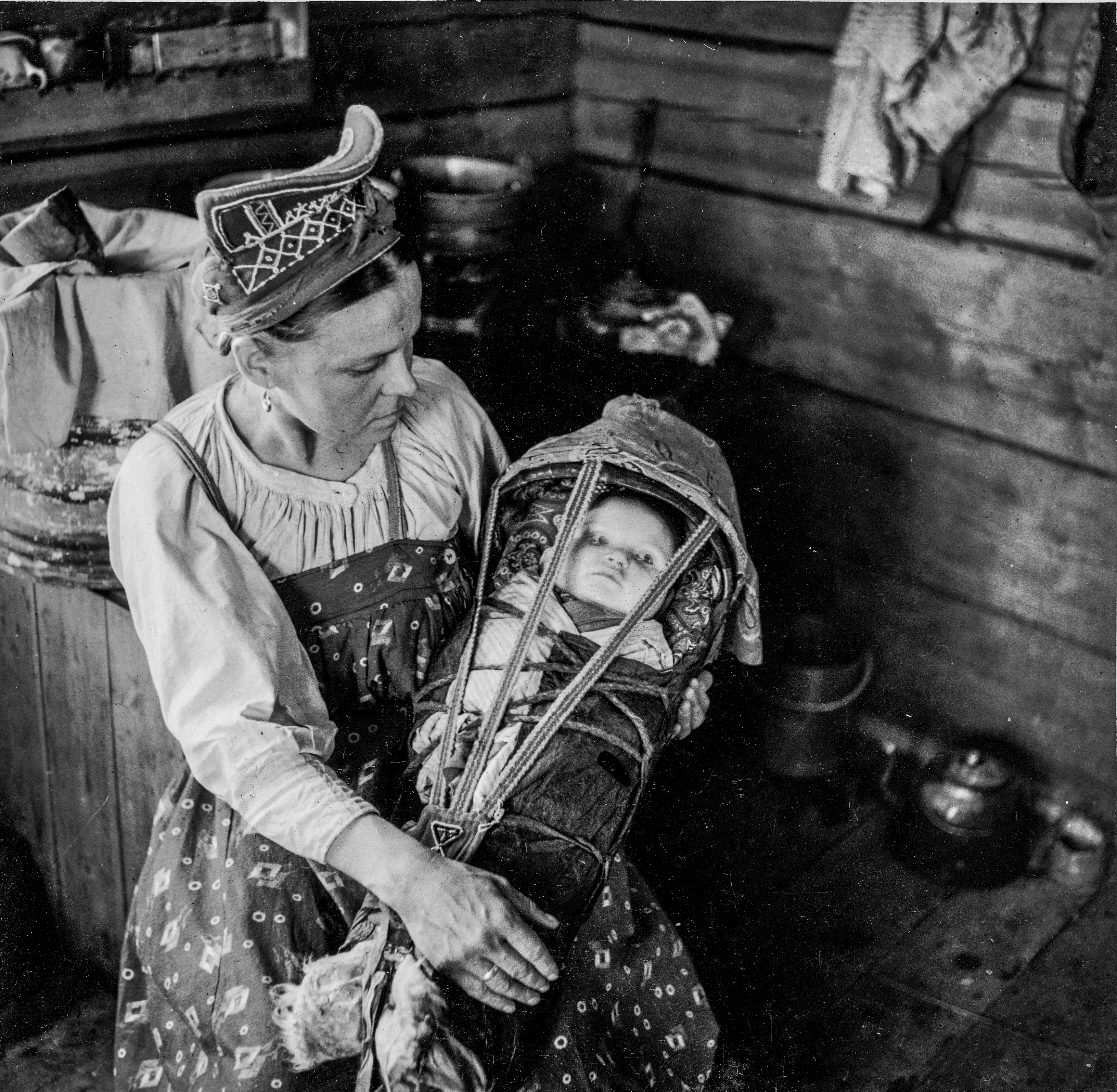
Skolts

## Dysplasie du développement des hanches
L'utilisation du porte-bébé a été associée à une incidence accrue de dysplasie développementale de la hanche,,. La technique nécessite de redresser les jambes, ce qui favorise la luxation du fémur et la malformation de l'acetabulum. On peut éviter ce problème en plaçant un rembourrage entre les jambes du bébé afin de maintenir les genoux légèrement pliés et les hanches inclinées vers l'extérieur. Certains utilisateurs de berceaux modernes prétendent que la petite étude de 1968 sur les bébés navajos était intentionnellement conçue pour dénigrer une pratique culturelle traditionnelle, bien qu'une étude de 2012 ait produit une dysplasie de la hanche chez des rats de laboratoire en les soumettant à des conditions similaires.